# Remi Jean-Baptiste de Mecquenem
Pour les articles homonymes, voir De Mecquenem.
Remi Jean-Baptiste de Mecquenem, né au Chesne dans les Ardennes le 6 septembre 1808 et mort à Paris le 7 juin 1875, est un général de brigade d´artillerie français.

## Biographie
Il était fils de Roland de Mecquenem, ancien sous-préfet de Rocroi et de Vouziers, décédé à Charleville en 1844, et avait épousé au château de Gruyères, en 1851, sa cousine Caroline Louise de Landru.
Le général de Mecquenem était commandeur de la Légion d'honneur.